# Алжирски динар
Вижте пояснителната страница за други значения на динар.
Динарът е официалната парична единица на Алжир. Дели се на 100 сантима. Емитира се от Централната банка на Алжир.

## История
До независимостта парична единица на страната е алжирският франк. През 1964 Алжир въвежда в обращение собствена валута – алжирския динар.
В хода на девалвацията на динара през април и септември 1994 г. и въвеждане на плаващ курс алжирският динар губи над 60 % от стойността си. През март 1999 г. официалният курс на щатския долар е 64,55 динара.

## В обращение
С паричната реформа от 1992 г. се въвеждат нови банкноти, като са анулирани банкнотите от всички номинали до 1977 г. включително. Банкнотите с номинал от 100 динара се изместват от равнозначни монети. Банкнотата от 2000 динара е пусната през 2011 г.
В чест на 50-годишнината на независимостта на Алжир е пусната биметална юбилейна монета от 200 динара през 2012 г. Биметални са монетите от 10, 20, 50, 100 и 200 динара.
Днес са валидни монети на стойност от 1/4, 1/2, 1, 2, 5, 10, 20, 50, 100 и 200 динара и банкноти с номинал от 100, 200, 500, 1000 и 2000 динара.
В ежедневното парично обращение вървят монети на стойност от 5 динара нагоре. Поради инфлацията по-малоценните монети вече не се използват, като цените се закръглят на най-близките 5 динара. Цените обикновено се казват в сантими, въпреки че за плащане не се употребяват монети за тях – така цена от 100 динара се чете като 10 000 (сантима).